# 夏生ゆうな
夏生 ゆうな（なつお ゆうな、1975年8月25日 - ）は、日本の元女優である。宮城県出身。血液型A型。ティー・アーティストに所属していた。

## 概要
デビュー当時は伊藤 亜寿香（いとう あすか）という名でグラビアアイドルとして活動していた。1996年、『男たちのかいた絵』で豊川悦司の恋人役でスクリーンデビューする。代表作は『ありがとう』など。近年の活動・消息に関しては一切不明。

## 出演

### 映画
- 男たちのかいた絵（監督:伊藤秀裕〈脚本も担当〉、1996年）
- ありがとう（監督:小田切正明、1996年）- 鈴木昌子 役
- Wild Life（1997年）
- TOKYO BEAST（1997年）
- 恋 極道（1997年）
- 乙女の祈り（監督:林海象）
- 紅色の夢（1997年）
- OTUYU〜怪談牡丹燈篭〜（監督:津島勝、1998年）
- 借王５ －THE MOVIE-沖縄大作戦（監督:和泉聖治、1999年）
- 蛇女（2000年）
- LOVE ME 2030（シューリー・チェン）
- カオス（監督:中田秀夫、2000年）
- 人間の屑（2000年）
- 血のルージュ（井上眞介）
- 箱男 BOXMAN（石井聰亙）
- ねじりん棒（富岡忠文）
- YUMENO ユメノ（監督:鎌田義孝）
- 真説 タイガーマスク（2004年）
- 夢の中へ（監督:園子温、2005年6月11日）- タエコ 役
- 探偵事務所5（林海象）- 探偵532 役
- GOKUNIN〜極道忍法帖（2006年）- 美鈴 役
- セレブが結婚したい13の悪魔（2007年）- 育美の姉 役
- エクステ（2007年）
- たとえ世界が終わっても（2007年）
- THE CODE/暗号（2009年）- 探偵532 役
- 掌の小説・第1話「笑わぬ男」- 妻 役

### テレビドラマ
- いとしの未来ちゃん第3話「男と女」（1997年、テレビ朝日）第3話「男と女」
- 幻想ミッドナイト第5夜　ゆきどまり（1997年11月1日、テレビ朝日）
- 運命の恋人（1997年12月、テレビ朝日）主演 - 澪生 役
- せつない「TOKYO HEART BREAK」第3話（1998年、テレビ朝日）
- WITH LOVE（1998年5月5日、フジテレビ） 第4話
- 世にも奇妙な物語秋の特別編 第4話「懲役30日」（1998年、フジテレビ）
- 結婚ラプソディ 結婚狂騒曲（1999年1月、NHK）
- 美少女H3〜少女たちの異常体験〜「美人三姉妹心霊ツアー」（1999年6月、フジテレビ）
- Shin-D「20才のエンゲージ」（1999年7月、日本テレビ）
- ゲームの達人（2000年、NHK）- 久美 役
- ダムド・ファイル2＃18（名古屋テレビ）
- 私立探偵 濱マイク第8話（2002年、日本テレビ）
- 女刑事みずき〜京都洛西署物語〜第5話（2005年11月24日、テレビ朝日）
- 連鎖怪談EPISODE 6（2005年12月、KBS京都）
- 怨み屋本舗第11話（2006年、テレビ東京）- 高森はづき 役
- 相棒 （テレビ朝日） 
  - season5第2話「スウィートホーム」（脚本:古沢良太、監督:森本浩史、2006年10月18日）-カフェ「ARMS」店主・飯塚久美子役
  - season11第2話「オークション」（脚本:戸田山雅司、監督:近藤俊明、2012年10月17日）
- しにがみのバラッド。第6話（2007年、テレビ東京）
- 警視庁捜査一課9係シーズン2 第3話（2007年5月）- 推理作家・森由理子 役

### Vシネマ
- ルージュ（1999年）

- 修羅のみち（2001年）- 吉田恭子(旧姓：香山) 役

- あ・キレた刑事 2 決闘（2001年）- 香川冴子 役
- 溝鼠vs.毒蟲シリーズ
  - 溝鼠vs.毒蟲（2009年1月）- 鷹場の姉・澪 役
  - 毒蟲vs.溝鼠 完結編（2009年3月）- 鷹場の姉・澪 役

### 写真集
- 「blue-blue」（渡辺達生撮影・ぶんか社、1996年、ヘアヌード）
- 「SUMMER SEX」（荒木経惟撮影・スコラ、1998年、ヘアヌード）
- 「GEKISHA IN HAWAII」（篠山紀信撮影・小学館、1998年、ヘアヌード）※オムニバス作品